# Championnat d'Angleterre de football de quatrième division 2024-2025
Navigation
Édition précédente Édition suivante
La saison 2024-2025 de League Two est la 32e édition de la quatrième division anglaise sous sa forme actuelle et la 21e sous son nom actuel.
Les vingt-quatre clubs participants au championnat sont confrontés à deux reprises aux vingt-trois autres pour un total de 552 matchs. La saison régulière démarre le 10 août 2024 et se termine le mai 2025, les barrages de promotion se jouant par la suite. À la fin de la saison, les trois premiers sont promus en League One et les quatre suivants s'affrontent en barrages pour une place dans la division supérieure. Les deux derniers sont quant à eux relégués en National League.

## Les clubs participants
Les clubs participants sont les 4 équipes de League One ayant terminées 21e, 22e, 23e, 24e la saison précédente, les 18 équipes ayant fini entre la 4e et la 22e de League Two 2023-2024 sauf l'équipe gagnante des play-offs ainsi que le champion et le vainqueur des play-offs de National league 2023-2024.
Localisation des clubs
| \| Gillingham Doncaster Crewe Wimbledon Milton Keynes Colchester Newport Bradford Walsall Salford Morecambe Accrington Harrogate Barrow Tranmere Notts Swindon Grimsby Carlisle Cheltenham Fleetwood Port Vale Chesterfield Bromley \| Localisation des clubs engagés dans le championnat. |
| Gillingham Doncaster Crewe Wimbledon Milton Keynes Colchester Newport Bradford Walsall Salford Morecambe Accrington Harrogate Barrow Tranmere Notts Swindon Grimsby Carlisle Cheltenham Fleetwood Port Vale Chesterfield Bromley                                                           |

| Club               | En LT depuis | Ville               | Classement 2023-2024 | Stade               | Capacité |
| ------------------ | ------------ | ------------------- | -------------------- | ------------------- | -------- |
| Cheltenham Town    | 2024         | Cheltenham          | 21e (D3)             | Whaddon Road        | 7 066    |
| Fleetwood Town     | 2024         | Fleetwood           | 22e (D3)             | Highbury Stadium    | 5 311    |
| Port Vale          | 2024         | Stoke-on-Trent      | 23e (D3)             | Vale Park           | 19 052   |
| Carlisle United    | 2024         | Carlisle            | 24e (D3)             | Brunton Park        | 16 981   |
| Milton Keynes Dons | 2023         | Milton Keynes       | 4e                   | Stadium MK          | 30 500   |
| Doncaster Rovers   | 2022         | Doncaster           | 5e                   | Keepmoat Stadium    | 15 231   |
| Crewe Alexandra    | 2022         | Crewe               | 6e                   | Gresty Road         | 10 066   |
| Barrow AFC         | 2020         | Barrow-in-Furness   | 8e                   | Holker Street       | 5 045    |
| Bradford City      | 2019         | Bradford            | 9e                   | Valley Parade       | 25 136   |
| AFC Wimbledon      | 2022         | Londres (Wimbledon) | 10e                  | Plough Lane         | 9 300    |
| Walsall FC         | 2019         | Walsall             | 11e                  | Bescot Stadium      | 11 300   |
| Gillingham FC      | 2022         | Gillingham          | 12e                  | Priestfield Stadium | 11 582   |
| Harrogate Town     | 2020         | Harrogate           | 13e                  | Wetherby Road       | 5 000    |
| Notts County       | 2023         | Nottingham          | 14e                  | Meadow Lane         | 19 841   |
| Morecambe FC       | 2023         | Morecambe           | 15e                  | Globe Arena         | 6 476    |
| Tranmere Rovers    | 2020         | Birkenhead          | 16e                  | Prenton Park        | 16 587   |
| Accrington Stanley | 2023         | Accrington          | 17e                  | Crown Ground        | 5 057    |
| Newport County     | 2013         | Newport             | 18e                  | Rodney Parade       | 7 850    |
| Swindon Town       | 2021         | Swindon             | 19e                  | County Ground       | 15 728   |
| Salford City       | 2019         | Salford             | 20e                  | Moor Lane           | 5 106    |
| Grimsby Town       | 2022         | Cleethorpes         | 21e                  | Blundell Park       | 9 062    |
| Colchester United  | 2016         | Colchester          | 22e                  | Colchester Stadium  | 10 105   |
| Chesterfield FC    | 2024         | Chesterfield        | 1er (D5)             | Proact Stadium      | 10 504   |
| Bromley FC         | 2024         | Londres (Bromley)   | 3e (D5)              | Hayes Lane          | 5 300    |

Légende des couleurs
- Relégué de League One
- Promu de National League

## Compétition

### Classement
Le classement est établi sur le barème de points classique (victoire à 3 points, match nul à 1, défaite à 0).

Pour départager les égalités, on tient d'abord compte de la différence de buts générale, puis du nombre de buts marqués, puis des confrontations directes et enfin si la qualification ou la relégation est en jeu, les deux équipes jouent une rencontre d'appui sur terrain neutre.
| Rang | Équipe             | Pts | J  | G  | N  | P  | Bp | Bc | Diff |
| ---- | ------------------ | --- | -- | -- | -- | -- | -- | -- | ---- |
| 1    | Doncaster Rovers   | 84  | 46 | 24 | 12 | 10 | 73 | 50 | +23  |
| 2    | Port Vale R        | 80  | 46 | 22 | 14 | 10 | 65 | 46 | +19  |
| 3    | Bradford City      | 78  | 46 | 22 | 12 | 12 | 64 | 45 | +19  |
| 4    | Walsall FC         | 77  | 46 | 21 | 14 | 11 | 75 | 54 | +21  |
| 5    | AFC Wimbledon      | 73  | 46 | 20 | 13 | 13 | 56 | 35 | +21  |
| 6    | Notts County       | 72  | 46 | 20 | 12 | 14 | 68 | 49 | +19  |
| 7    | Chesterfield FC P  | 70  | 46 | 19 | 13 | 14 | 73 | 54 | +19  |
| 8    | Salford City       | 69  | 46 | 18 | 15 | 13 | 64 | 54 | +10  |
| 9    | Grimsby Town       | 68  | 46 | 20 | 8  | 18 | 61 | 67 | -6   |
| 10   | Colchester United  | 67  | 46 | 16 | 19 | 11 | 52 | 47 | +5   |
| 11   | Bromley FC P       | 66  | 46 | 17 | 15 | 14 | 64 | 59 | +5   |
| 12   | Swindon Town       | 62  | 46 | 15 | 17 | 14 | 71 | 63 | +8   |
| 13   | Crewe Alexandra    | 62  | 46 | 15 | 17 | 14 | 49 | 48 | +1   |
| 14   | Fleetwood Town R   | 60  | 46 | 15 | 15 | 16 | 60 | 60 | 0    |
| 15   | Cheltenham Town R  | 60  | 46 | 16 | 12 | 18 | 60 | 70 | -10  |
| 16   | Barrow AFC         | 59  | 46 | 15 | 14 | 17 | 52 | 50 | +2   |
| 17   | Gillingham FC      | 58  | 46 | 14 | 16 | 16 | 41 | 46 | -5   |
| 18   | Harrogate Town     | 53  | 46 | 14 | 11 | 21 | 43 | 61 | -18  |
| 19   | Milton Keynes Dons | 52  | 46 | 14 | 10 | 22 | 52 | 66 | -14  |
| 20   | Tranmere Rovers    | 51  | 46 | 12 | 15 | 19 | 45 | 65 | -20  |
| 21   | Accrington Stanley | 50  | 46 | 12 | 14 | 20 | 53 | 69 | -16  |
| 22   | Newport County     | 49  | 46 | 13 | 10 | 23 | 52 | 76 | -24  |
| 23   | Carlisle United R  | 42  | 46 | 10 | 12 | 24 | 44 | 71 | -27  |
| 24   | Morecambe FC       | 36  | 46 | 10 | 6  | 30 | 40 | 72 | -32  |

Promotion en League One
- 1er à 3e : promotion
- 4e à 7e : barrages de promotion

Relégation en National League
- 23e et 24e : relégation

Abréviations
- R : Relégué de League One
- P : Promu de National League

### Barrages de promotion
Les équipes classées entre la 4e et la 7e prennent part aux barrages. Le 4e affronte le 7e tandis que le 5e affronte le 6e. Les demi-finales des barrages se jouent en match aller-retour, l'équipe la moins bien classé reçoit l'aller. Tandis que, la finale se dispute au stade de Wembley en un match. Le vainqueur des barrages obtient une place dans la division supérieure la saison suivante.
|  | Demi-finales      | Demi-finales      | Demi-finales      | Demi-finales      |   |            | Finale                          | Finale                          | Finale                          | Finale                          |
|  |                   |                   |                   |                   |   |            |                                 |                                 |                                 |                                 |
|  | 11 et 16 mai 2025 | 11 et 16 mai 2025 | 11 et 16 mai 2025 | 11 et 16 mai 2025 |   |            | 26 mai 2025 au stade de Wembley | 26 mai 2025 au stade de Wembley | 26 mai 2025 au stade de Wembley | 26 mai 2025 au stade de Wembley |
|  | 7                 | Chesterfield FC   | 0                 | 1                 |   |            | 26 mai 2025 au stade de Wembley | 26 mai 2025 au stade de Wembley | 26 mai 2025 au stade de Wembley | 26 mai 2025 au stade de Wembley |
|  | 7                 | Chesterfield FC   | 0                 | 1                 |   |            | 26 mai 2025 au stade de Wembley | 26 mai 2025 au stade de Wembley | 26 mai 2025 au stade de Wembley | 26 mai 2025 au stade de Wembley |
|  | 4                 | Walsall FC        | 2                 | 2                 |   |            | 26 mai 2025 au stade de Wembley | 26 mai 2025 au stade de Wembley | 26 mai 2025 au stade de Wembley | 26 mai 2025 au stade de Wembley |
|  | 4                 | Walsall FC        | 2                 | 2                 | 4 | Walsall FC | 0                               | 0                               |                                 |                                 |
|  | 10 et 17 mai 2025 |                   |                   |                   | 4 | Walsall FC | 0                               | 0                               |                                 |                                 |
|  |                   |                   | 5                 | AFC Wimbledon     | 1 | 1          |                                 |                                 |                                 |                                 |
|  | 6                 | Notts County      | 5                 | AFC Wimbledon     | 1 | 1          | 0                               | 0                               |                                 |                                 |
|  | 6                 | Notts County      |                   |                   |   |            |                                 | 0                               |                                 |                                 |
|  | 5                 | AFC Wimbledon     | 1                 | 1                 |   |            |                                 |                                 |                                 |                                 |
|  | 5                 | AFC Wimbledon     | 1                 | 1                 |   |            |                                 |                                 |                                 |                                 |